# PharmaSGP
PharmaSGP Holding SE (auch PharmaSGP) mit Sitz in Gräfelfing bei München ist ein deutsches, börsennotiertes Pharmaunternehmen, das sich auf die Entwicklung und den Vertrieb von nicht verschreibungspflichtigen Arzneimitteln (over-the-counter „OTC“) und anderen Gesundheitsprodukten spezialisiert hat. Der Vertrieb der Produkte erfolgt hauptsächlich in Apotheken.

## Produktportfolio und Markt
Das Produktportfolio von PharmaSGP umfasst zum Stand 30. Juni 2024 insgesamt knapp 50 OTC-Arzneimittel und andere  Gesundheitsprodukte. Neben Deutschland als Hauptabsatzmarkt ist das Unternehmen u. a. in Österreich, Italien, Belgien, Spanien, Frankreich, der Schweiz sowie im osteuropäischen EU-Raum aktiv.
Den Grundstein für sein heutiges Portfolio legte das Unternehmen in Deutschland im Jahr 2012 mit dem Launch des rezeptfreien, homöopathischen Arzneimittels Deseo zur Anwendung bei sexueller Schwäche bei Männern und Frauen. Später erweiterte das Unternehmen sein Produktprogramm um weitere homöopathische Präparate wie beispielsweise Rubaxx gegen rheumatische Schmerzen oder Restaxil gegen Nervenschmerzen. Für die behauptete Wirkung von Restaxil-Tropfen liegen keine Belege vor, die PharmaSGP hatte bei der Zulassung beim BfArM weder Daten aus klinischen Studien vorgelegt noch später welche durchgeführt.
Im Jahr 2021 erwarb die PharmaSGP vier OTC-Marken von GlaxoSmithKline (z. B. Baldriparan (Phytoarzneimittel) und Spalt (Schmerzmittel)).

## Geschichte
Gegründet wurde die PharmaSGP 2008 unter dem Namen „Dr. Fischer Gesundheitsprodukte“ von Clemens Fischer als Teil der international tätigen FUTRUE Gruppe. 2012 erfolgte in Deutschland der Launch des Homöopathikums Deseo, weitere folgten.
2015 wurde das Unternehmen mit dem inspirato Pharma Marketing Award in der Kategorie „OTC-Unternehmen des Jahres“ ausgezeichnet.
Im Mai 2020 gab das Unternehmen seine Pläne für einen Börsengang bekannt. Am 19. Juni 2020 erfolgte der Börsengang der PharmaSGP Holding SE. Seitdem werden die Aktien des Unternehmens im regulierten Markt (Prime Standard) der Frankfurter Wertpapierbörse gehandelt. Mit einem Ausgabepreis von 31,50 Euro je Anteilsschein ergab sich zum Zeitpunkt des IPOs eine Marktkapitalisierung von 378 Mio. Euro.